# ساحة المعرض

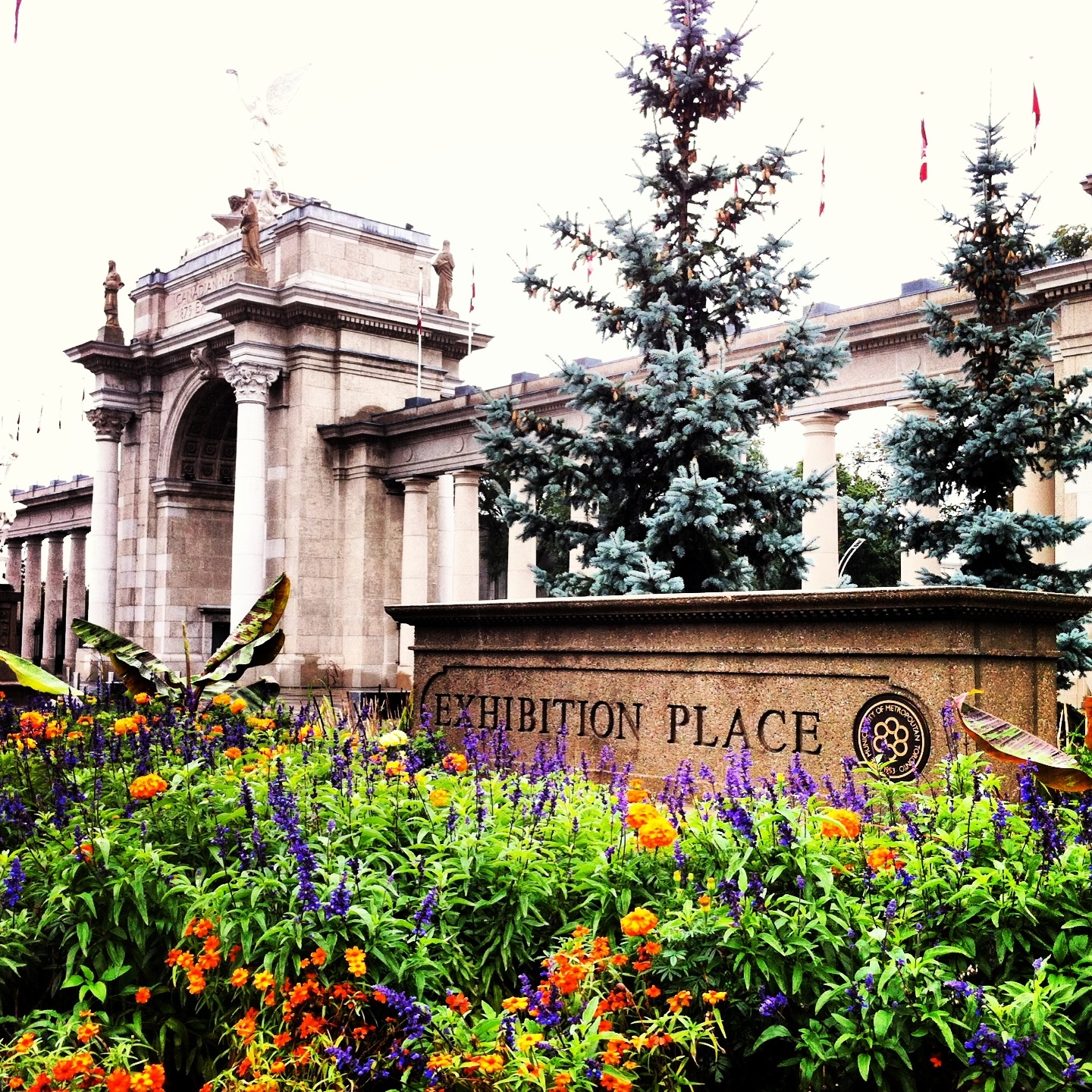
بوابات الأمراء هي المدخل الشرقي لمعرض المعرض.

ساحة المعرض هي منطقة متعددة الاستخدامات مملوكة للقطاع العام في تورونتو ، أونتاريو ، كندا ، وتقع على شاطئ بحيرة أونتاريو ، غرب وسط المدينة .يشمل الموقع معارض ، ومراكز تجارية ، ومآدب ، ومباني مسرحية وموسيقية ، وآثار ، وحدائق ، ومرافق رياضية ، وعدد من المواقع التاريخية المدنية ، والإقليمية ، والوطنية. يتم استخدام مرافق المنطقة على مدار العام للمعارض والمعارض التجارية والفعاليات العامة والخاصة والأحداث الرياضية.

## الموقع

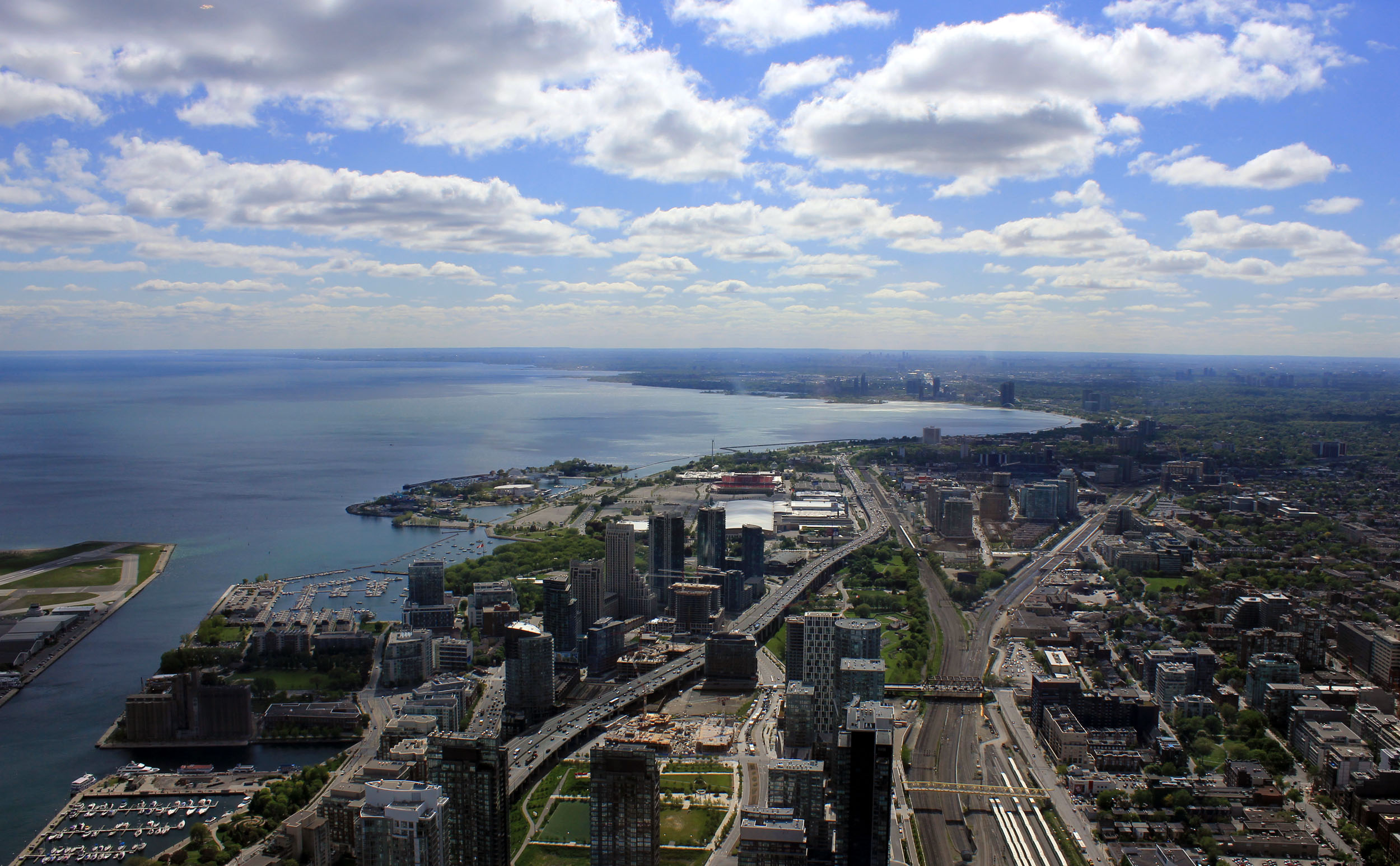
منظر لمكان المعرض من برج CN في 2013. يقع الموقع على طول ساحل بحيرة أونتاريو شرق خليج هامبر.

ساحة المعرض هي موقع مستطيل يقع على طول الساحل الشمالي لبحيرة أونتاريو إلى الغرب من وسط مدينة تورونتو. الموقع في الغالب أرض مستوية ينحدر ليدرك الشاطئ. كانت في الأصل أرضًا غابات وتم تطهيرها للاستخدام العسكري. تمت تعبئة الأقسام شرق ثكنات ستانلي والجنوب في أوائل القرن العشرين. اليوم ، تم تعهيد المنطقة في الغالب ، مع مساحة من الحدائق المتبقية في القسم الغربي. توجد منطقة مرصوفة كبيرة مفتوحة في القسم المركزي الجنوبي ، والتي تستخدم لوقوف السيارات والتسلية المؤقتة للمعرض الوطني الكندي (CNE). يحتوي الموقع على مجموعة مختلفة و متنوعة من المباني التاريخية والمساحات المفتوحة والمعالم الأثرية. يتميز المدخل الشرقي لمعرض المعرض ببوابات الأمراء الاحتفالية الكبيرة ، المسماة باسم إدوارد ، أمير ويلز ، وشقيقه الأمير جورج ، الذي زار في عام 1927. تتم تسمية جميع الطرق باسم المقاطعات والأقاليم الكندية باستثناء شارع الأمراء الذي هو الشارع الرئيسي بين الشرق والغرب. يتم استخدام العديد من الطرق لسباق سيارة هوندا إندي تورونتو السنوي. يقع جنوب ساحة أونتاريو ، وهو منتزه ترفيهي بني في عام 1971 في مكب نفايات في بحيرة أونتاريو ، وتديره حكومة أونتاريو.